# Patrick Marcelino
Patrick Marcelino (sinh ngày 4 tháng 3 năm 1994) là một cầu thủ bóng đá người Brasil.

## Sự nghiệp câu lạc bộ
Patrick Marcelino đã từng chơi cho Kashiwa Reysol.